# Koreańskie nazwiska
Koreańskie nazwisko poprzedza imię – taki system przyjęty jest zarówno w Korei Północnej, jak i Korei Południowej. W języku koreańskim „ireum” (이름 [irɨm]) zwykle odnosi się do nazwiska (seong) wraz z imieniem (myeong). Długa historia wykorzystywania nazwisk w Korei doprowadziła do ich stopniowego zaniku (proces Galtona-Watsona). Wykorzystywanych jest w obecnych czasach około 250 koreańskich nazwisk – najpopularniejsze to Kim, Lee i Park, które nosi prawie połowa mieszkańców Korei Północnej i Południowej.
     김(金) – Kim, Gim
     이(李) – Lee, Yi, Rhee
     박(朴) – Park, Pak
     최(崔) – Choi
     정(鄭) – Jung, Jeong, Chung, Cheong
     pozostałe nazwiska

Najpopularniejsze nazwiska w Korei Południowej (dane z 2000 r.)
김(金) – Kim, Gim
이(李) – Lee, Yi, Rhee
박(朴) – Park, Pak
최(崔) – Choi
정(鄭) – Jung, Jeong, Chung, Cheong
pozostałe nazwiska

Koreańskie nazwisko zwykle jest jednosylabowe, zaś imię dwusylabowe. Drugie imiona, stosowane w kulturze zachodu, nie są przyjęte. Wielu Koreańczyków nosi imiona składające się z jednej sylaby „imienia pokoleniowego” i jednej sylaby indywidualnej, choć praktyka ta w młodszych pokoleniach zanika. Sylaba pochodząca z „imienia pokoleniowego” jest taka sama dla rodzeństwa w Korei Północnej, zaś w Korei Południowej jest wspólna dla wszystkich osób tego samego pokolenia rodziny pojmowanej na znacznie szerszą skalę. Zamężne kobiety i żonaci mężczyźni zwykle pozostają przy swoich nazwiskach, dzieci zaś przyjmują nazwisko ojca.
Współcześnie nazwiska koreańskie podzielone są na bon-gwan (klany) – rodziny w szerszym rozumieniu, z rodowodem sięgających dawnych epok historycznych. Każdy klan przyporządkowany jest do konkretnego miejsca, według patrylinearnego systemu pokrewieństwa.
Zapisy wczesnych nazwisk pochodzących z języka koreańskiego znaleźć można w okresie Trzech Królestw Korei (57 p.n.e. – 668 n.e.), lecz w miarę stopniowego przejmowania pisma chińskiego zostały one zastąpione nazwiskami zapisywanymi znakami pisma chińskiego. W latach wpływów mongolskich i mandżurskich klasy rządzące dodawały do swych nazwisk koreańskich elementy mongolskie i mandżurskie. Dodatkowo, w okresie, gdy Korea znajdowała się pod rządami Japonii w początkach XX wieku Koreańczycy byli zmuszani do przyjmowania nazwisk japońskich. W ostatnich dekadach da się zauważyć trend przyjmowania koreańskich słów jako nazwisk.
Współcześni Koreańczycy, kiedy posługują się językami zachodnimi, latynizują swoje nazwiska na różne sposoby, najczęściej zmieniając ich wymowę tak, by była jak najbliższa ortografii języka angielskiego (np. używają Rhee zamiast Lee). Niektórzy utrzymują wówczas tradycyjną koreańską kolejność nazwiska i imienia, inni zaś zmieniają porządek swoich nazwisk dostosowując go do spotykanego w krajach Zachodu.